# کاروانسرای سنگی محمدآباد (قم)
کاروانسرای سنگی محمدآباد مربوط به دوره سلجوقی است و در شهرستان قم، بخش مرکزی، روستای محمدآباد واقع شده است. این کاروانسرا مساحتی چند هکتاری دارد و یکی از بزرگترین کاروانسراهای ایران است.     این اثر در تاریخ ۹ آبان ۱۳۷۷ با شمارهٔ ثبت ۲۱۳۸ به عنوان یکی از آثار ملی ایران به ثبت رسیده است.
این کاروانسرا در نزدیکی قلعه گلی محمدآباد یک قعله تاریخی که قدمتشان به بیش از دو هزار سال قبل یعنی دوره اشكاني بر می گردد. 
این دو اثر بزرگ از مهمترین آثار ملی ایران هستند.